# Sự phát triển của chủ nghĩa xã hội từ không tưởng đến khoa học

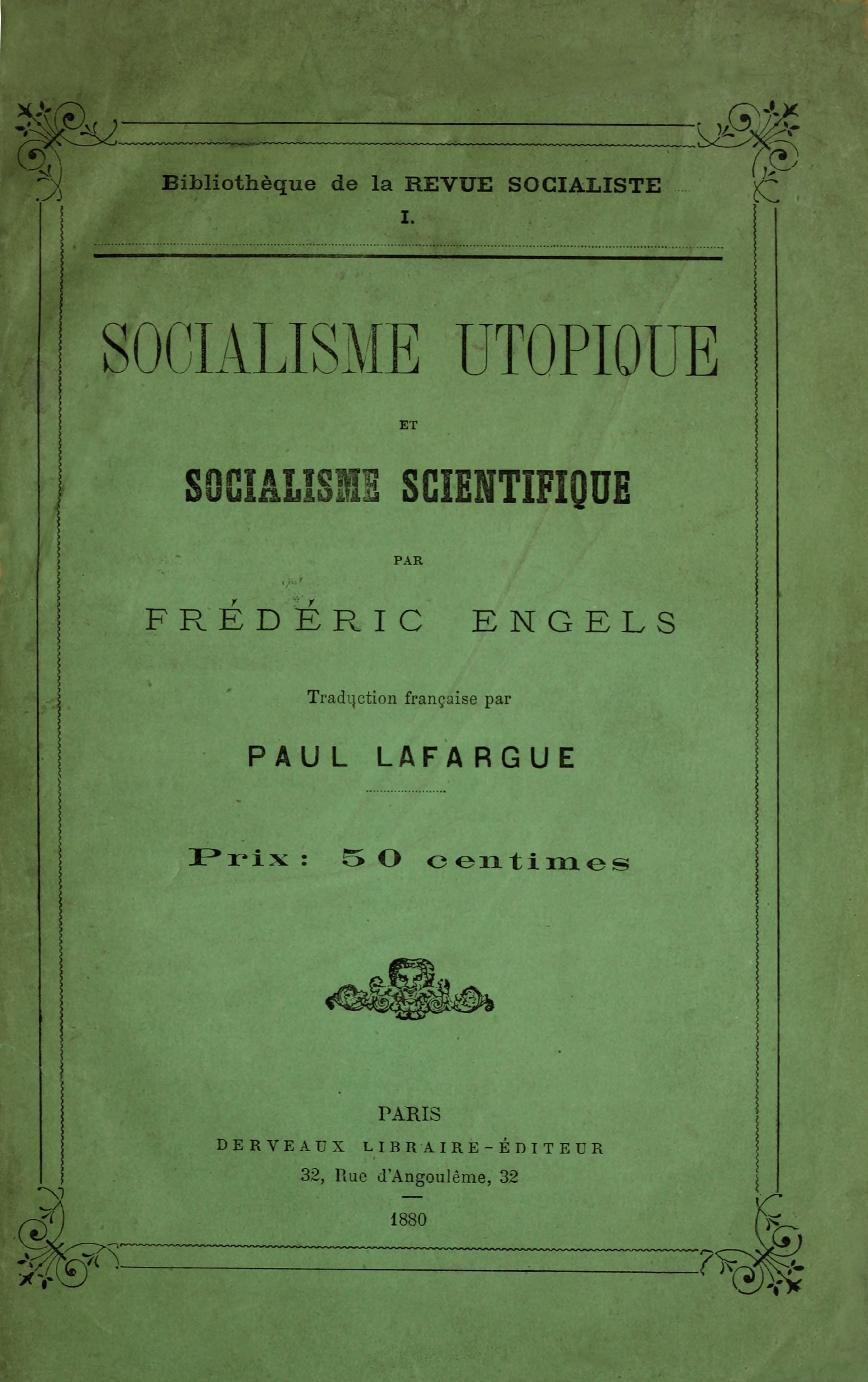
Hình ảnh bìa cuốn sách "Sự phát triển của chủ nghĩa xã hội từ không tưởng đến khoa học" xuất bản năm 1880

Sự phát triển của chủ nghĩa xã hội từ không tưởng đến khoa học (Die Entwicklung des Sozialismus von der Utopie zur Wissenschaft) là một tác phẩm của Friedrich Engels xuất bản lần đầu vào năm 1880. Tác phẩm giới thiệu nội dung, bối cảnh lịch sử và lịch sử hình thành của chủ nghĩa xã hội không tưởng cũng như của chủ nghĩa xã hội khoa học.
Tác phẩm này được Lenin đánh giá một trong những cuốn sách gối đầu giường của giai cấp công nhân.
Bản dịch tiếng Việt của toàn văn tác phẩm được đăng tải trong tập 19 của Marx - Engles toàn tập xuất bản bởi NXB Chính trị Quốc gia - Sự thật.

## Bối cảnh tác phẩm
Mục đích ban đầu của tác phẩm là để trình bày một cách dễ tiếp thu, dễ hiểu về các nội dung của Tư bản luận, tác phẩm kinh điển của Karl Marx, cũng như các nội dung chính của chủ nghĩa xã hội khoa học. Trong một bức thư gửi Marx vào tháng 9 năm 1868, Engels đã đề nghị cần phải biên soạn một phiên bản "phổ thông" như vậy dành cho độc giả là giai cấp công nhân để ngăn ngừa sự phá hoại và xuyên tạc của "một số người giống như Moses Hess". Marx đồng ý với ý kiến này và đề nghị Engels tiến hành biên soạn một bản tóm tắt các nội dung chính của Tư bản luận. Tuy nhiên bản tóm tắt này không được xuất bản.
Nhiệm vụ này cuối cùng được Engels hoàn thành bằng việc biên soạn quyển sách nhỏ mang tên "Sự phát triển của chủ nghĩa xã hội từ không tưởng đến khoa học", với nội dung chủ yếu lấy từ 3 chương của bài luận chiến Chống Dühring được viết vào năm 1876. Tác phẩm được biên dịch sang tiếng Pháp bởi Paul Lafargue và được xuất bản lần đầu tiên ở Pháp vào năm 1880. Sau đó nguyên bản tiếng Đức được xuất bản vào năm 1883 và bản tiếng Anh - phiên bản ngôn ngữ thứ 10 của tác phẩm - được xuất bản vào năm 1892. Một bản dịch tiếng Anh khác của Edward Aveling được xuất bản tại Mỹ vào năm 1900

## Nội dung tác phẩm
Trong tác phẩm này, Engels đã trình bày nội dung, bối cảnh lịch sử và lịch sử hình thành của chủ nghĩa xã hội không tưởng cũng như của chủ nghĩa xã hội khoa học. Tác phẩm gồm có ba chương:
1. Chương 1 trình bày các trường phái chủ nghĩa xã hội không tưởng, đánh giá những giá trị và hạn chế của chủ nghĩa xã hội không tưởng và chỉ ra những phương hướng để hình thành chủ nghĩa xã hội khoa học.
2. Chương 2 luận chứng về bản chất triết học của chủ nghĩa xã hội khoa học.
3. Chương 3 luận chứng về khía cạnh kinh tế - chính trị của chủ nghĩa xã hội khoa học.

Trong tác phẩm này, Engels cho thấy chủ nghĩa xã hội khi từ không tưởng trở thành khoa học, thì đã không còn bị xem là một phát hiện ngẫu nhiên của một số người, mà là kết quả tất yếu của một cuộc đấu tranh giữa hai giai cấp có thật trong lịch sử là giai cấp tư sản và giai cấp vô sản. Nhiệm vụ của chủ nghĩa xã hội không còn là chỉ thuần tuý nghiên cứu quá trình kinh tế - lịch sử sản sinh ra các giai cấp nói trên và sự đấu tranh giữa các giai cấp đó, mà còn căn cứ trên tình hình có thật ấy tìm kiếm ra những phương tiện để giải quyết cuộc xung đột này, cũng như chứng minh tính tất yếu của sự hình thành cũng như tiêu vong của chủ nghĩa tư bản và vạch ra tính chất bên trong còn chưa phát hiện được của phương thức sản xuất tư bản chủ nghĩa. Nhiệm vụ này, theo Engels, được hoàn thành khi Karl Marx phát hiện ra quy luật về giá trị thặng dư.
| “           | Hai phát hiện vĩ đại ấy - quan niệm duy vật về lịch sử và việc dùng giá trị thặng dư để bóc trần bí mật của sản xuất tư bản chủ nghĩa - là công lao của Mác. Nhờ hai phát hiện này chủ nghĩa xã hội đã trở thành khoa học, và giờ đây vấn đề trước hết là cần phải tiếp tục nghiên cứu nó trong mọi chi tiết và trong mọi mối liên hệ của nó. | ” |
| — F. Engels | |   |

## Ảnh hưởng
Sự phát triển của chủ nghĩa xã hội từ không tưởng đến khoa học là một trong những tác phẩm về chủ nghĩa xã hội được xuất bản rộng rãi nhất vào cuối thế kỷ 19 và đầu thế kỷ 20. Bản dịch tiếng Anh của E. Aveling xuất bản tại Mỹ đã bán được 3 vạn ấn phẩm trong lần xuất bản đầu tiên cũng như lần thứ hai. Bản thân Engels nhận xét rằng tác phẩm này được xuất bản ra nhiều thứ tiếng hơn cả Tư bản luận lẫn Tuyên ngôn Đảng Cộng sản. Lenin đánh giá tác phẩm này là một trong những cuốn sách gối đầu giường của giai cấp công nhân.

## Trích dẫn
| “           | Muốn làm cho chủ nghĩa xã hội thành một khoa học thì trước hết phải đặt chủ nghĩa xã hội trên một cơ sở hiện thực. | ” |
| — F. Engels | |   |